# Réserve privée d'Analabe
 (avril 2025).
Motif : pas de sources centrées, notoriété à prouver
- Archive Wikiwix
- Bing
- Cairn
- DuckDuckGo
- E. Universalis
- Gallica
- Google
- G. Books
- G. News
- G. Scholar
- Persée
- Qwant
- (zh) Baidu
- (ru) Yandex
- (wd) trouver des œuvres sur Wikidata

| 1. | Préciser le motif de la pose du bandeau. | Précisez le motif de la pose du bandeau en utilisant la syntaxe suivante : {{admissibilité à vérifier\|date=avril 2025\|motif=remplacez ce texte par le motif}}                               |
| 2. | Informer les utilisateurs concernés.     | Pensez à avertir le créateur de l'article, par exemple, en insérant le code ci-dessous sur sa page de discussion : {{subst:avertissement admissibilité à vérifier\|Réserve privée d'Analabe}} |

La réserve privée d'Analabe est une aire protégée de Madagascar, constituée d'une vaste parcelle de forêt appartenant à une propriété privée, et élevée au rang de réserve en 1984 par son propriétaire, Jean de Heaulme, soucieux de « la juste appréciation, le respect et la préservation de la nature malgache ».